# Сцибор-Рыльский, Александр
Александр Сци́бор-Ры́льский (пол. Aleksander Ścibor-Rylski, 16 марта 1928, Грудзёндз — 3 апреля 1983, Варшава) — польский прозаик, драматург, сценарист и кинорежиссёр.

## Биография
Участник второй мировой войны. Сражался с фашистами в рядах Армии крайовой, во время варшавского восстания (1944) был тяжело ранен.
В 1951 году окончил факультет польской филологии Варшавского университета. В 1950-х годах входил в состав редакции журнала «Новая культура» (пол. Nowа Kulturа).
В 1955—1965 годах — литературный руководитель киностудии «Rytm». В 1972—1978 годах — художественный руководитель киностудии «Призма» (пол. «Pryzmat»).

## Творчество
Дебютировал как поэт в 1946 г. С 1951 связан с кинематографом Польши, как сценарист и режиссёр.

### Проза
- Колечко из конского волоса / Pierścionek z końskiego włosia
- Уголь / Węgiel(1950)
- Их будний день / Ich dzień powszedni (1957)

### Избранная фильмография
- 1981 — Человек из железа — сценарий
- 1977 — Кукла (сериал) — сценарий
- 1976 — Человек из мрамора — сценарий
- 1976 — Дагни — сценарий
- 1974 — Первый правитель (Гнездо) / Gniazdo — сценарий
- 1971 — Агент № 1 / Agent nr 1
- 1971 — Секс-подростки / Seksolatki — сценарий
- 1969 — Соседи / Sąsiedzi — режиссура, сценарий
- 1968 — Волчье эхо — режиссура, сценарий
- 1967 — Убийца оставляет след — режиссура, сценарий
- 1965 — Пепел — сценарий
- 1965 — Завтра Мексика / Jutro Meksyk — режиссура, сценарий
- 1963 — Их будний день / Ich dzień powszedni — режиссура, сценарий
- 1962 — Чёрные крылья / Czarne skrzydła — сценарий
- 1962 — Дом без окон / Dom bez okien — сценарий
- 1961 — Прикосновение ночи / Dotknięcie nocy- сценарий
- 1960 — Год первый / Rok pierwszy- сценарий
- 1958 — Таблетки для Аурелии / Pigułki dla Aurelii — сценарий
- 1958 — Последний выстрел / Ostatni strzał  — сценарий
- 1956 — Тень / Cień — сценарий

## Награды и призы
- 1951: Государственная премия ПНР 3 степени (за повесть «Уголь»).
- 1955: Кавалерский крест Ордена Возрождения Польши
- 1964: Офицерский крест Ордена Возрождения Польши
- 1975: Командорский крест Ордена Возрождения Польши
- 1978: Каннский кинофестиваль — приз ФИПРЕССИ за фильм Человек из мрамора
- 1979: Международный кинофестиваль в Белграде «ФЕСТ» — главный приз за фильм Человек из мрамора
- 1980: Лауреат специального приза жюри МКФ в Каннах за фильм Человек из мрамора
- 1980: Международный кинофестиваль в Картахене[англ.] — специальный приз жюри за фильм Человек из мрамора
- 1981: Лауреат приза «Золотая пальмовая ветвь» МКФ в Каннах за фильм Человек из железа
- 1981: Лауреат приза экуменического жюри МКФ в Каннах за фильм Человек из железа
- 1981: Лауреат приза «Солидарности» за фильм Человек из железа
- 1982: Номинант «Оскара» в категории «Лучший иностранный фильм года» за фильм Человек из железа
- 1999: По версии журнала «Polityka» фильм Человек из мрамора занял 9 место в списке «Самых интересных польских фильмов XX века» и др.